# Lord Willin'
Lord Willin' — дебютний на мейджор-лейблі та другий студійний альбом американського хіп-хоп дуету Clipse, випущений 20 серпня 2002 року в лейблами Star Trak Entertainment і Arista Records. Альбом повністю спродюсували The Neptunes.
Після того, як лейбл Elektra Records скасував їх оригінальний дебютний альбом Exclusive Audio Footage, The Neptunes підписали дует на лейбл Arista Records через свій лейбл Star Trak Entertainment. The Neptunes продовжували займатися продюсуванням Lord Willin', а Фаррелл Вільямс взяв участь у 6 різних треках, включаючи хіт-сингли «Grindin'» і «When the Last Time».
За перший тиждень випуску було продано 122 000 примірників, і альбом дебютував на четвертому місці в чарті Billboard 200 і першим у чарті Top R&B/Hip-Hop Albums. 1 жовтня 2002 року він отримав золотий сертифікат. Станом на грудень 2009 року було продано 960 000 копій альбому.
Lord Willin' отримав позитивні відгуки музичних критиків і вважається одним з найкращих хіп-хоп альбомів 2000-х років. Альбом посів 12 місце в списку 100 найкращих дебютних альбомів усіх часів журналу Rolling Stone.

## Список композицій
- Усі пісні спродюсовані The Neptunes.

| #     | Назва                                                               | Автор                                                                     | Тривалість |
| ----- | ------------------------------------------------------------------- | ------------------------------------------------------------------------- | ---------- |
| 1.    | «Intro»                                                             | Terrence Thornton Gene Thornton Pharrell Williams Chad Hugo               | 2:16       |
| 2.    | «Young Boy»                                                         | T. Thornton G. Thornton Williams Hugo                                     | 4:25       |
| 3.    | «Virginia»                                                          | T. Thornton G. Thornton Williams Hugo                                     | 3:57       |
| 4.    | «Grindin'»                                                          | T. Thornton G. Thornton Williams Hugo                                     | 4:24       |
| 5.    | «Cot Damn» (за участю Ab-Liva та Roscoe P. Coldchain)               | T. Thornton G. Thornton Williams Hugo Rennard East Amin Porter            | 5:01       |
| 6.    | «Ma, I Don't Love Her» (за участю Faith Evans)                      | T. Thornton G. Thornton Williams Hugo                                     | 4:17       |
| 7.    | «FamLay Freestyle» (у виконанні Fam-Lay)                            | Williams Hugo Nathaniel Johnson                                           | 1:57       |
| 8.    | «When the Last Time»                                                | T. Thornton G. Thornton Williams Hugo                                     | 4:14       |
| 9.    | «Ego»                                                               | T. Thornton G. Thornton Williams Hugo                                     | 2:48       |
| 10.   | «Comedy Central» (за участю Fabolous)                               | T. Thornton G. Thornton Williams Hugo John David Jackson                  | 4:33       |
| 11.   | «Let's Talk About It» (У виконанні Jermaine Dupri за участю Clipse) | T. Thornton G. Thornton Williams Hugo Jermaine Dupri Mauldin              | 5:10       |
| 12.   | «Gangsta Lean»                                                      | T. Thornton G. Thornton Williams Hugo                                     | 5:20       |
| 13.   | «I'm Not You» (за участю Jadakiss, Styles P та Roscoe P. Coldchain) | T. Thornton G. Thornton Williams Hugo Johnson Jason Phillips David Styles | 4:19       |
| 52:41 |                                                                     |                                                                           |            |

| Бонус-треки | Бонус-треки                                                                    | Бонус-треки                                                                     | Бонус-треки |
| #           | Назва                                                                          | Автор                                                                           | Тривалість  |
| ----------- | ------------------------------------------------------------------------------ | ------------------------------------------------------------------------------- | ----------- |
| 14.         | «Grindin' (Remix)» (за участю Birdman, Lil Wayne та N.O.R.E.)                  | T. Thornton G. Thornton Williams Hugo Bryan Williams Dwayne Carter, Jr.         | 4:20        |
| 15.         | «Grindin' (Selector Remix)» (за участю Sean Paul, Bless та Kardinal Offishall) | T. Thornton G. Thornton Williams Hugo Sean Paul Henriques Bless Jason D. Harrow | 3:47        |
| 60:48       |                                                                                |                                                                                 |             |

## Чарти
| Чарт (2002)                            | Пікова позиція |
| -------------------------------------- | -------------- |
| США Billboard 200                      | 4              |
| США Top R&B/Hip-Hop Albums (Billboard) | 1              |

| Чарт (2002)                                    | Позиція |
| ---------------------------------------------- | ------- |
| Канада Canadian R&B Albums (Nielsen SoundScan) | 80      |
| Канада Canadian Rap Albums (Nielsen SoundScan) | 41      |
| США Billboard 200                              | 127     |
| США Top R&B/Hip-Hop Albums                     | 36      |
| Чарт (2003)                                    | Позиція |
| США Top R&B/Hip-Hop Albums                     | 90      |

## Сертифікації
| Регіон                                             | Сертифікація | Продажі  |
| -------------------------------------------------- | ------------ | -------- |
| США (RIAA)                                         | Золотий      | 500 000^ |
| ^відвантаження, що базуються лише на сертифікаціях |              |          |